# Juana Díaz (plaats)
Juana Díaz is een plaats (zona urbana) in het Amerikaanse unincorporated territory Puerto Rico, en valt bestuurlijk gezien onder gemeente Juana Díaz.

## Demografie
Bij de volkstelling in 2000 werd het aantal inwoners vastgesteld op 9505.

## Geografie
Volgens het United States Census Bureau beslaat de plaats een oppervlakte van 3,8 km², geheel bestaande uit land.

## Plaatsen in de nabije omgeving
De onderstaande figuur toont nabijgelegen plaatsen in een straal van 40 km rond Juana Díaz.